# Warlock (banda)
Warlock foi uma banda de heavy metal da Alemanha, originária da cidade de Düsseldorf, formada em 1982, por Rudy Graf e Peter Szigeti, nas guitarras, Michael Eurich, na bateria, e Frank Rittel no baixo. Mais tarde, eles encontraram uma cantora, Doro Pesch, e a convenceram a deixar a banda Snakebite. Warlock tocou ao vivo por toda a Alemanha em 1983, reunindo o apoio dos fãs, e então gravou uma demo no final de 1983, que os levou a assinar com a Mausoleum Records. Foram influenciados por bandas como Iron Maiden, Judas Priest e Accept.  Toda a formação mudou-se para Nova York, EUA, antes do álbum "Triumph and Agony". Na época, eles tinham dois dirigentes, um alemão e um norte-americano. O empresário alemão saiu e adquiriu os direitos do nome Warlock. A gravadora norte-americana não queria mudança de nome e sugeriu que o próximo álbum fosse lançado com o nome de Doro. A banda aceitou, inicialmente pensando que seria apenas para um álbum, mas acabou mantendo. No final dos anos 80 a vocalista Doro Pesch era a única da banda que fazia parte da formação original. Por esse motivo e devido aos  problemas com o empresário que possuía os direitos sobre o nome, a banda continuou como Doro, que é essencialmente uma continuação do Warlock. O repertório da banda Doro inclui vários clássicos do Warlock.

## Discografia

### Álbuns
- Burning the Witches (1984)
- Hellbound (1985)
- True As Steel (1986)
- Triumph And Agony (1987)

### Compilações
- Rare Diamonds (1991)
- Earth Shaker Rock (1998)

### EPs
- You Hurt My Soul (On And On) (1985)
- Fight For Rock (1986)

### Singles
- "Without You" (1984)
- "All Night" (1985)
- "Fight for Rock" (1986)
- "All We Are" (1987)
- "East Meets West" (1987)
- "Für immer" (1987)

### Demos
- Mausoleum Demo (1983)

### Bootlegs
- Metalbound (1985, LP, ao vivo regravado com a primeira formação, 14 de setembro, 1985)
- More Doro Power (1986, LP, ao vivo regravado com a segunda formação, 11 de dezembro, 1985)
- Ready For Promotion (1986, LP, ao vivo regravado com a segunda formação, 16 de agosto, 1986)
- The Last Witch (1987, LP, ao vivo regravado com a primeira formação)
- True As Steel + Triumph and Agony (2001, CD, relançado na Rússia, álbum duplo)
- Music Box (2003, CD, Top Rec., relançado na Rússia, compilação)

### VHS
- Metal Racer (1985)

### DVD
- Doro Pesch and Warlock: Live (2002)